# Dōkyūsei (série de jeux vidéo)
| Jeux de la série Dōkyūsei. |            |
| 1992                       | Dōkyūsei   |
| 1993                       |            |
| 1994                       |            |
| 1995                       | Dōkyūsei 2 |
| 1996                       | Kakyūsei   |
| 1997                       |            |
| 1998                       |            |
| 1999                       |            |
| 2000                       |            |
| 2001                       |            |
| 2002                       |            |
| 2003                       |            |
| 2004                       | Kakyūsei 2 |

Dōkyūsei (同級生, litt. « Camarades de classe »), également surnommée « Nanpa », est une série de jeux vidéo de drague pour adultes crée par l'entreprise ELF.  Le jeu original Dōkyūsei, publié à l'origine en 1992 pour le micro-ordinateur PC-9801, est généralement considéré comme le jeu ayant établi les bases du jeu de drague moderne. Il a reçu une suite : Dōkyūsei 2 et Kakyūsei (下級生, litt. « Camarades de classe inférieure »), qui ont également connu un grand succès.  Un OAV de quatre épisodes a été réalisé à partir de Dōkyūsei, un autre de 12 épisodes a été réalisé à partir de Dōkyūsei 2 et un OAV et une série télévisée ont été réalisés à partir de Kakyūsei. En 2004, ELF sorti le jeu suivant de la série, Kakyūsei2.

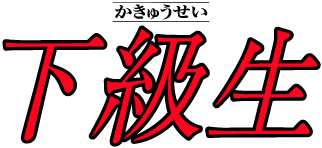
Logo de Kakyūsei.

Un jeu de mahjong sur Game Boy Color avec des personnages Dōkyūsei 1 appelé Jankyūsei (雀級生) a également été créé. Le disque d'extension Dōkyūsei 2 (Nanpa 2 Special), Dōkyūsei 2 SP, a également été adapté en un OVA, cette extension est également appelée Sotsugyōsei (卒業生, litt. « Le diplômé »).
Malgré son titre, la plupart des personnages féminins ne sont pas des camarades de classe du personnage principal.